# Lingua francoconteese
Il francoconteese (nome nativo frainc-comtou, in francese franc-comtois) è una varietà della lingua d'oïl parlata nelle zone della Francia che si trovano al confine con la Svizzera, in particolar modo nei dipartimenti che prendono il nome di Franca Contea.
Considerata una lingua Patois, viene anche conosciuta come franc-comtois, langue comtoise, parler comtois d'oïl.
Sebbene possa godere del diritto ratificato dalla carta europea delle lingue regionali che tenta di tutelare le lingue minacciate di pericolo, viene considerata una lingua in rapido declino, ed è perciò scarsamente parlata.

## Esempi
| Francoconteese | Francese           | Italiano              |
| -------------- | ------------------ | --------------------- |
| arquer         | marcher            | camminare             |
| cheni          | poussière          | polvere               |
| cornet         | sac en plastique   | sportina              |
| cru            | froid et humide    | freddo e bagnato      |
| daubot         | idiot, simplet     | stupido               |
| fier           | acide, amer        | amaro                 |
| gauper         | habiller           | vestire               |
| grailler       | manger             | mangiare              |
| pê, pêute      | laid, laide        | brutto                |
| pelle à cheni  | ramasse-poussière  | spazza-polvere        |
| treuiller      | boire              | bere                  |
| yoyotter       | dire des sornettes | dire cose senza senso |

| Controllo di autorità | BNF (FR) cb11960125q (data) |